# Marea Hoardă
Marea Hoardă (în tătară Uluğ Orda) a fost un stat care a apărut după dezintegrarea Hoardei de Aur și a existat de la mijlocul secolului al XV-lea până în 1502. A ocupat teritoriile centrale ale Hoardei de Aur din jurul capitalei Sarai. Atât Hanatul Astrahanului, cât și Hanatul Crimeii s-au desprins din Marea Hoardă de-a lungul existenței sale și au fost ostile acesteia. Înfrângerea forțelor Marii Hoarde în marea așteptare de pe râul Ugra de către Ivan al III-lea al Rusiei a marcat sfârșitul „jugului tătar” asupra Rusiei.

## Declinul Hoardei de Aur
Hoarda de Aur a lui Jochi a arătat crăpături în secolul al XIV-lea, cu perioade de haos în cadrul politicii sale. A fost unită de Tuqtamıș în anii 1390, dar invazia lui Timur în această perioadă a slăbit și mai mult Hoarda. Moartea lui Edigu⁠(d) (ultima persoană care a unit Hoarda) în 1419 a marcat unul dintre pașii finali ai decăderii Hoardei de Aur, care s-a fracturat în state separate: Hanatul Nogai, Hanatul Kazanului și, mai târziu, Hanatul Qasim, care s-a despărțit de Kazan. Fiecare dintre aceste hanate a pretins că este succesorul legitim al Hoardei de Aur. Marea Hoardă în sine a fost centrată în nucleul național al Hoardei de Aur, Sarai, teritoriul său fiind condus de patru triburi - Qiyat⁠(d), Manghud⁠(d), Sicivud și Qonqirat⁠(d). Marea Hoardă a fost inițial denumită pur și simplu Orda, sau Hoarda, dar a devenit din ce în ce mai important ca hoardele disparate din regiune să se distingă unele de altele, ceea ce a condus la prima mențiune ca „Marea Hoardă” în sursele din anii 1430. Numele „Marea Hoardă” ar fi putut fi folosit pentru a lega în mod direct centrul administrativ al Hoardei, acum foarte redus, de măreția originală a Hoardei de Aur. :13–14

### Conducerea comună a lui Küchük Muhammad și Sayid Ahmad I
Începând cu anii 1430, atât Küchük Muhammad⁠(d), cât și Sayid Ahmad I⁠(d) erau la putere în cadrul Hoardei de la Sarai. În acest timp, Hoarda a pierdut controlul Crimeii, deoarece Hacı I Giray (fratele lui Devlet Berdi, care anterior preluase controlul Crimeii pentru sine de la Hoarda de Aur) a izgonit autoritatea din Sarai în august 1449. Acesta este modalitatea acceptată prin care Hanatul Crimeei a devenit independent, ceea ce a declanșat o rivalitate între Crimeea și Marea Hoardă. :15–16 Küchük Muhammad l-a alungat pe Ulugh Muhammad⁠(d) din inima Hoardei de Aur în 1438, fiind proclamat han în Sarai. :300 Pe parcursul domniei lui Küchük Muhammad și Sayid Ahmad I, tătarii au încercat să-și forțeze supușii ruși să plătească taxe, invadându-i în 1449, 1450, 1451 și 1452. Aceste atacuri au dus la represalii din partea Uniunii statale polono-lituaniene, care s-a aliat cu Hanatul Crimeii. În același timp, trimiși ai nobililor lituanieni care erau nefericiți într-o uniune statală dominată de polonezi i-au adus daruri lui Sayid Ahmad, care a invadat Uniunea statală polono-lituaniană în 1453. În 1455, tătarii din Crimeea au atacat din nou Sarai, forțându-l pe Sayid Ahmad să fugă la Kiev. Cu toate acestea, o forță condusă de Andrzej Odrowąż⁠(d) a mărșăluit asupra Kievului și l-a capturat, făcându-l să moară în închisoare. Alte raiduri includ un raid al tătarilor asupra Podoliei în 1457 (finalizat cu victorie pentru tătari) și unul în 1459 în Cnezatul Moscovei (finalizat cu o victorie pentru moscoviți) :303–5

## Descendenții lui Küchük Muhammad
Küchük Muhammad a fost succedat de fiul său Mahmud bin Küchük⁠(d) în 1459. Mahmud a fost uzurpat de fratele său Ahmed Khan bin Küchük⁠(d) în 1465. Mahmud s-a îndreptat spre Astrahan, s-a separat și a format Hanatul Astrahanului. Acest lucru a dus la crearea unei rivalități între cele două hanate, care s-a încheiat cu descendenții lui Ahmed ocupând tronul Astrahanului în 1502. :16 În 1469, Ahmed l-a atacat și l-a ucis pe uzbecul Abu'l-Khayr Han. În vara anului 1470, Ahmed a organizat un atac împotriva Moldovei, Regatului Poloniei și Lituaniei. Până la 20 august, forțele moldovenești sub conducerea lui Ștefan cel Mare i-au învins pe tătari în bătălia de la Lipnic. Din anii 1470, Cnezatul Moscovei a încetat să plătească tribut către Sarai, dar a continuat să mențină relații diplomatice cu ei. :70 În 1474 și 1476, Ahmed a insistat ca Ivan al III-lea al Rusiei să-l recunoască pe han ca fiind stăpânul său. În 1480, Ahmed a organizat o campanie militară împotriva Moscovei, care a dus la o confruntare între două armate opuse cunoscută sub numele de Marea așteptare de pe râul Ugra. Ahmed a considerat condițiile nefavorabile și s-a retras. Acest incident a pus capăt oficial „Jugului tătar” peste pământurile Rusiei. La 6 ianuarie 1481, Ahmed a fost ucis de Ibak Han, prințul Hanatului Siberiei și de nogai la gura râului Doneț.
Hanatul Crimeei, care devenise un stat vasal al Imperiului Otoman în 1475, a subjugat ceea ce a mai rămas din Marea Hoardă, jefuind Sarai în 1502. După ce și-a căutat refugiu în Lituania, Șeic Ahmed, ultimul han al hoardei, a murit în închisoare la Kaunas undeva după 1504. Potrivit altor surse, el a fost eliberat din închisoarea lituaniană în 1527.

## Hanii Marii Hoarde
1. Küchük Muhammad⁠(d) (1435-1459)[10] :556
2. Mahmud bin Küchük⁠(d) (1459-1465)[10] :556
3. Ahmed Han bin Küchük⁠(d) (1465-1481)[10] :556
4. Murtaza Han - conducător împreună cu Sheikh Ahmed (1481-1498)[10] :556
5. Murtaza Han (1498-1499)[10] :556
6. Sheikh Ahmed (1499-1502)[10] :556

## Alte utilizări
Hanatul Crimeei s-a considerat succesorul legal al Hoardei de Aur și al Cumaniei și hanii săi s-au intitulat hani ai „Marei Hoarde, Marelui Stat și ai Tronului Crimeii”.